# Pristimantis deyi
Espèce
Pristimantis deyi est une espèce d'amphibiens de la famille des Craugastoridae.

## Répartition
Cette espèce est endémique de la région de San Martín au Pérou. Elle se rencontre dans le parc national Río Abiseo entre 2 650 et 3 000 m d'altitude.

## Description
Les mâles mesurent de 15,3 à 23,5 mm et les femelles de 24,9 à 34,2 mm.

## Étymologie
Cette espèce est nommée en l'honneur de Jonathan Dey.

## Publication originale
- Lehr, Gregory & Catenazzi, 2013 : A new species of Pristimantis (Amphibia: Anura: Strabomantidae) from the Río Abiseo National Park, Peru. Zootaxa, no 3731 (2), p. 201–211.